# Cinco Ranch
Cinco Ranch – jednostka osadnicza w Stanach Zjednoczonych, w stanie Teksas, w hrabstwie Fort Bend.